# Huanta
A cidade de Huanta é a capital do distrito de Huanta e da província de Huanta, pertencente à região de Ayacucho , Peru . Localizado a 2.627 metros acima do nível do mar. Devido ao seu clima temperado quente, é conhecido como "A Esmeralda dos Andes".
É a segunda cidade mais populosa da região depois de Huamanga, com uma população estimada para 2015 de 35.429 habitantes. 

## O Escudo
O escudo da cidade de Huanta foi entregue em 22 de fevereiro de 1821. Por vice-rei La Serna, foi o último a ser entregue pela coroa espanhola no Peru sendo concebido pelos serviços prestados anteriormente e sendo notório aqueles que atualmente praticaram com a ocupação virtuosa de seus habitantes por causa destes últimos serviços e a fidelidade mostrada recebeu o título de Cidade Fiel e Invicta de Huanta e o uso do escudo de armas com sua clava e escudo e neste, um castelo branco coroado de louro sobre um monte e os dois principais rios que cercam e irrigam o território com o mote "Nunca desmaiou". Desta forma, o vice-rei expressou o reconhecimento da cidade de Huanta, que foi um bastião contra os movimentos de independência durante o século XIX, mesmo quando o poder real acabou. 

## História
Huanta foi o local de uma grande rebelião (1825-1828) contra o recém-formado Estado peruano. A Rebelião Huanta foi caracterizada como uma rebelião monarquista, que reuniu diferentes grupos étnicos e de classes com interações complexas. Os camponeses de Huanta eram originalmente rebeldes monarquistas e foram transformados em guerrilheiros liberais. Embora os rebeldes fossem em grande parte analfabetos e considerados passivos e reacionários, pesquisas recentes argumentam que eles tinham uma visão clara da política nacional.   A rebelião de Huanta foi derrotada militarmente, mas os líderes locais não sofreram a severa repressão que caracterizou as rebeliões anteriores, mais notavelmente a Rebelião de Túpac Amaru II 